# 気息記号
気息記号（きそくきごう、古代ギリシア語: πνεῦμα、ラテン語: spiritus）とは、古代ギリシア語の表記に用いられるダイアクリティカルマーク。母音、およびρの上に置かれて、その前に/h/音が存在するかどうかを示すのに用いられる。主に語頭の母音に加えられる。気息記号には以下の2つがある。
- 有気記号（῾） - h音があることを示す。
- 無気記号（᾿） - h音がないことを示す。

ギリシアで紀元前5世紀ごろ標準となったイオニア式アルファベットに/h/音を表す文字がなかったために必要になった。/h/音自体は紀元後4世紀以前に消滅したが、その後も使われ続けた。
気息記号を含むギリシア文字のダイアクリティカルマークは最初は区別が必要な場合にのみ書かれたが、ビザンチン時代の800年以降には常に書かれるようになった。現代ではもはや/h/音が消滅して2000年近く経っていたにもかかわらず、1970年代までは時代錯誤的に気息記号が書かれていたが、トノス以外を書かない書き方（ギリシア語: μονοτονικό σύστημα モノトニコ・システィマ）が1976年から普及し、1982年には公式に認められた。